# Enzo Alabiso
Enzo Alabiso ist ein italienischer Filmeditor. 

## Leben
Alabiso begann seine Laufbahn im Filmgeschäft als Filmeditor Anfang der 1960er Jahre. Bis zur Mitte der 1970er war er an mehr als 30 Filmproduktionen beteiligt. 

## Filmografie (Auswahl)
- 1964: Das Gesetz der Zwei (I due violenti)
- 1964: Der Untergang des Leopardenreiches (Gli invincibili fratelli Maciste)
- 1965: Blei ist sein Lohn (Ocaso de un pistolero)
- 1965: Jetzt sprechen die Pistolen (¿Por qué seguir matando?)
- 1965: Die Unversöhnlichen (Rebeldes en Canadá)
- 1965: Das Vermächtnis des Inka
- 1966: Vajas con Dios, Gringo
- 1966: Ramon il Messicano
- 1967: Buccaroo – Galgenvögel zwitschern nicht (Buccaroo)
- 1967: Django – Kreuze im blutigen Sand (Cjamango)
- 1967: Nato per uccidere
- 1967: Django – Dein Henker wartet (Non aspettare Django, spara)
- 1968: Django – den Colt an der Kehle (Chiedi perdono a Dio… non a me)
- 1968: Amigos (…e per tetto un cielo di stelle)
- 1969: Garringo – der Henker (Garringo)
- 1969: La legge della violenza
- 1969: Die nackte Bovary
- 1969: Quintana – Er kämpft um Gerechtigkeit (Quintana)
- 1971: Spara Joe… e così sia!
- 1971: Zwei wilde Companeros (Viva la muerte… tua!)
- 1971: Dakota – Nur der Colt war sein Gesetz (Rimase uno solo e fu la morte per tutti!)
- 1972: Il magnifico West
- 1973: Die Nacht der rollenden Köpfe (Passi di danza su una lama di rasoio)